# Studio Killers
Gli Studio Killers sono un gruppo musicale dance pop virtuale composto da tre personaggi animati: Cherry (cantante), Goldie Foxx e Dyna Mink. Il progetto è stato mixato da James F. Reynolds.
Il loro debutto sulla scena internazionale è dovuta al singolo Ode to the Bouncer che è arrivata al primo posto della Dutch Top 40 e Mega Single Top 100, #13 nella Finnish Singles Chart e #15 nella Track Top-40. Il loro secondo singolo Eros and Apollo è stato pubblicato sul loro canale YouTube ufficiale il 27 aprile 2012.
Nel 2020 il loro singolo Jenny (I Wanna Ruin Our Friendship), pubblicato nel 2013, ha raggiunto notevole successo grazie alla piattaforma social TikTok.

## Discografia

### Album in studio
- 2013 – Studio Killers

### Singoli
- 2011 – Ode to the Bouncer
- 2012 – Eros and Apollo
- 2013 – All Men Are Pigs
- 2013 – Jenny (I Wanna Ruin Our Frienship)
- 2013 – Who Is in Your Heart Now?
- 2014 – Grande Finale
- 2018 – Party Like it's Your Birthday
- 2018 – Dirty Car